# Euphaedra njami
Euphaedra njami är en fjärilsart som beskrevs av Otto Staudinger 1891. Euphaedra njami ingår i släktet Euphaedra och familjen praktfjärilar. Inga underarter finns listade i Catalogue of Life.